# Davide Formolo
Davide Formolo, né le 25 octobre 1992 à Negrar, est un coureur cycliste italien. Il a notamment remporté une étape du Tour d'Italie et le championnat d'Italie sur route 2019.

## Biographie

### Débuts
Davide Formolo court chez les jeunes au sein de l'Unione Sportiva Ausonia CSI de Pescantina. Il fait ses débuts chez les moins de 23 ans en 2011 avec l'équipe toscane Petroli Firenze. Il n'obtient aucune victoire cette saison, mais s'illustre au Giro Pesche Nettarine di Romagna, où il décroche le maillot blanc du meilleur jeune en terminant à la neuvième place au classement général. En 2012, il remporte le classement final du  Giro Pesche Nettarine di Romagna et se classe deuxième du Piccola Sanremo, du Gran Premio Palio del Recioto et du championnat d'Italie sur route espoirs à Valsugana.
En 2013, il gagne une étape et à nouveau le classement final du Giro Pesche Nettarine di Romagna. Il confirme en se accumulant les podiums sur le circuit amateur italien. Il obtient notamment la deuxième place du Trophée Matteotti espoirs, du Tour de la Vallée d'Aoste et de la Coppa Ciuffenna, ainsi que la sixième place du Tour de l'Avenir, épreuve référence du calendrier des espoirs. À la fin de la saison, il est sélectionné pour participer aux championnats du monde espoirs en Toscane.

### Carrière professionnelle

#### Cannondale (2014-2017)
Davide Formolo devient coureur professionnel en 2014 dans l'équipe World Tour Cannondale. Lors du Tour de Turquie, il finit deuxième de la sixième étape (dernière arrivée en altitude) et prend la quatrième place du classement général. Il finit ensuite septième du classement général du Tour de Suisse et signe à 21 ans son premier top dix sur une course du World Tour. En juin, il se classe deuxième du championnat d'Italie sur route sur les routes du Trophée Melinda, battu au sprint par Vincenzo Nibali. Il prend une autre deuxième place en juillet, au Grand Prix de l'industrie et de l'artisanat de Larciano, avec le maillot de la sélection italienne. 
En 2015, il rejoint l'équipe américaine Cannondale-Garmin, née d'une fusion de deux équipes World Tour. En février, il remporte le classement des jeunes du Tour de l'Algarve. En mai, il découvre le Tour d'Italie, où pour son premier grand tour, il remporte en solitaire la 4e étape à La Spezia, obtenant ainsi son premier succès professionnel. Il termine finalement la course 31e et deuxième du classement du meilleur jeune.
En 2016, il se classe quatrième du Tour de Pologne. En septembre, il obtient le premier top dix de sa carrière sur un grand tour, avec une neuvième place sur le Tour d'Espagne remporté par Nairo Quintana, faisant de lui le plus jeune coureur parmi les 20 premiers du classement. Après avoir pris le dessus par rapport à son coéquipier Andrew Talansky, il a la liberté de faire sa course. Au cours de l'exigeante 15e étape, il parvient à suivre Alberto Contador et Quintana qui ont attaqué dès le départ, offrant sa contribution au succès de l'action et se classant septième sur la célèbre montée d'Aramón Formigal. Au mois d'août, il prolonge le contrat qui le lie à la formation américaine Cannondale-Drapac.
En avril 2017, alors qu'il est cinquième du classement à 31 secondes de Geraint Thomas, il déclare forfait lors la dernière étape du Tour des Alpes, pour récupérer en vue de Liège-Bastogne-Liège. Lors de cette classique, il attaque seul dans la côte de Saint Nicolas et creuse une petite marge d'avance. Il est ensuite repris et dépassé par le groupe des favoris à environ 250 mètres de l'arrivée et termine la course à la 23e place, 14 secondes derrière le vainqueur Alejandro Valverde. Il est au départ du Tour d'Italie en tant que leader de Cannondale. Il porte le maillot blanc du meilleur jeune pendant une journée, terminant finalement troisième de ce classement et dixième du classement général.

#### Bora-Hansgrohe (2018-2019)
En 2018, il change d'équipe et rejoint Bora-Hansgrohe. Il accumule les places d'honneur : sixième du Tour d'Abou Dabi, septième de Tirreno-Adriatico et de Liège-Bastogne-Liège et à nouveau dixième du Tour d'Italie. En 2019, il remporte la dernière étape du Tour de Catalogne. Lors de Liège-Bastogne-Liège, il est le dernier coureur à résister à l'accélération de Jakob Fuglsang dans la dernière montée, mais est finalement distancé. Il parvient néanmoins à conserver la deuxième place pour signer son premier podium sur une grande classique. En juin, il devient en solitaire champion d'Italie sur route.

#### UAE Emirates (2020-2023)
En 2020, il signe avec l'équipe UAE Emirates. Il participe au Tour des Émirats arabes unis où il termine huitième du classement final. En août, il participe pour la première fois de sa carrière aux Strade Bianche et prend la deuxième place derrière Wout van Aert. Quelques jours plus tard, il remporte la troisième étape du Critérium du Dauphiné et termine vingt-sixième de cette course. En août, il participe au Tour de France (remporté par son leader Tadej Pogačar), mais il doit abandonner lors de la onzième étape après une chute. En fin d'année 2023, après deux ans et demi sans aucune victoire, il remporte coup sur coup deux courses italiennes : la Coppa Agostoni et la Veneto Classic.

#### Movistar (2024- )
En octobre 2023, Movistar annonce recruter Formolo pour trois saisons.

## Palmarès et résultats

### Palmarès professionnel
| - 2014 - 2e du championnat d'Italie sur route - 2e du Grand Prix de l'industrie et de l'artisanat de Larciano - 7e du Tour de Suisse - 2015 - 4e étape du Tour d'Italie - 3e du Trofeo Andratx-Mirador d'Es Colomer - 9e du Tour de Pologne - 2016 - 4e du Tour de Pologne - 9e du Tour d'Espagne - 2017 - 10e du Tour d'Italie - 2018 - 6e du Tour d'Abou Dabi - 7e de Liège-Bastogne-Liège - 7e de Tirreno-Adriatico - 8e du Tour de Pologne - 10e du Tour d'Italie - 2019 - Champion d'Italie sur route - 7e étape du Tour de Catalogne - 2e de Liège-Bastogne-Liège - 7e du Tour de Pologne | - 2020 - 3e étape du Critérium du Dauphiné - 2e des Strade Bianche - 8e du Tour des Émirats arabes unis - 2021 - 2e des Trois vallées varésines - 2022 - 2e de la Veneto Classic - 2023 - Coppa Agostoni - Veneto Classic - 2e du Tour d'Arabie saoudite - 9e des Strade Bianche - 2024 - 7e des Strade Bianche |  |

### Résultats sur les grands tours

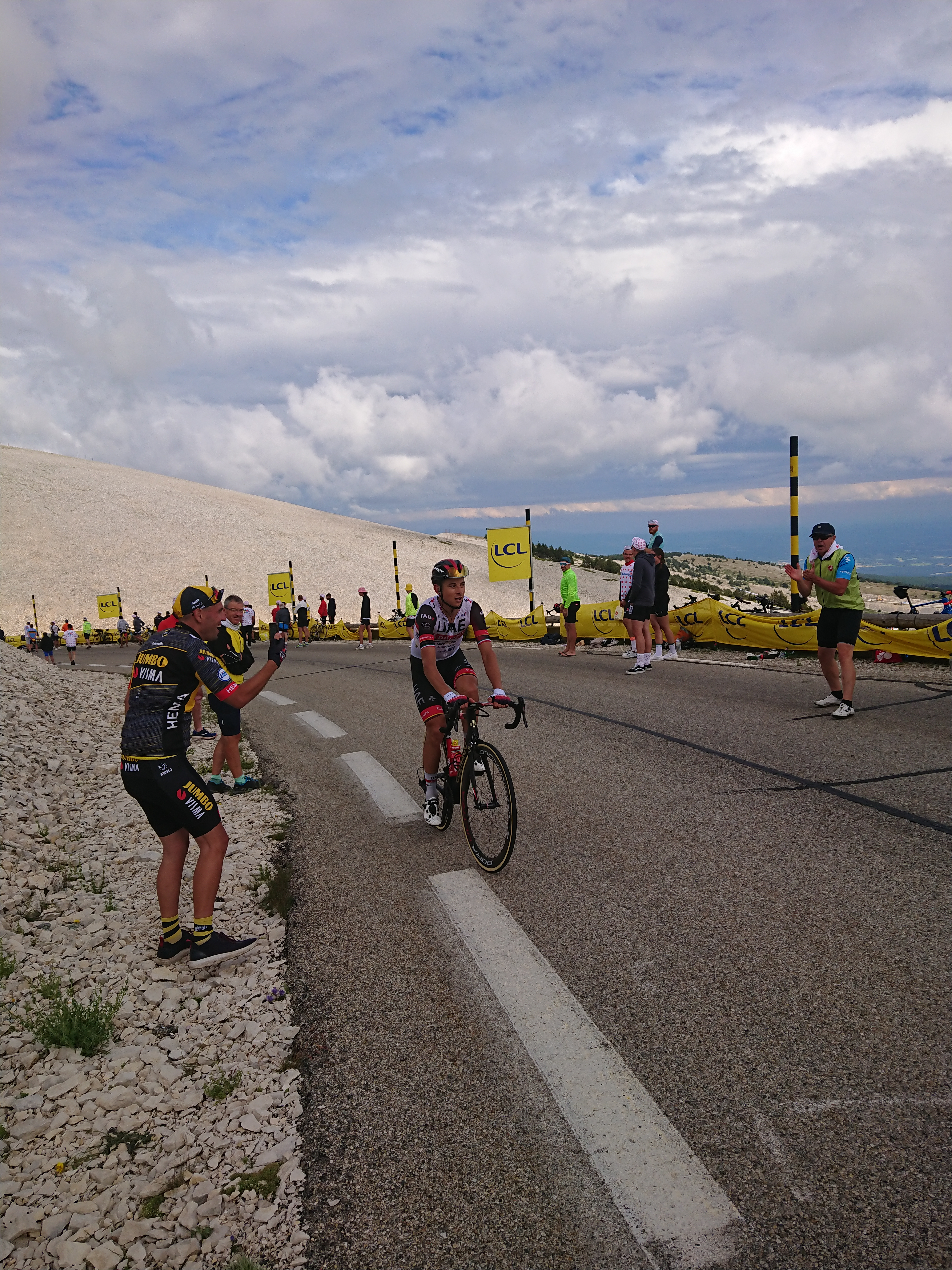
Davide Formolo au Mont Ventoux lors du Tour de France 2021

#### Tour de France
3 participations
- 2020 : non-partant (11e étape)
- 2021 : 44e
- 2024 : 72e

#### Tour d'Italie
9 participations
- 2015 : 31e, vainqueur de la 4e étape
- 2016 : 31e
- 2017 : 10e
- 2018 : 10e
- 2019 : 14e
- 2021 : 15e
- 2022 : 36e
- 2023 : 30e
- 2025 : 45e

#### Tour d'Espagne
4 participations
- 2016 : 9e
- 2018 : 22e
- 2019 : non-partant (7e étape)
- 2020 : non-partant (18e étape)

### Classements mondiaux
| Année                                 | 2012 | 2013 | 2014 | 2015 | 2016  | 2017 | 2018  | 2019 | 2020 | 2021 | 2022 | 2023 | 2024 |
| ------------------------------------- | ---- | ---- | ---- | ---- | ----- | ---- | ----- | ---- | ---- | ---- | ---- | ---- | ---- |
| UCI World Tour                        |      |      | 99e  | 111e | 49e   | 129e | 52e   |      |      |      |      |      |      |
| Classement mondial                    |      |      |      |      | 124e  | 376e | 85e   | 77e  | 94e  | 178e | 242e | 122e | 270e |
| UCI Europe Tour                       | 312e | 203e |      |      | 1016e | nc   | 1056e | 64e  | 79e  | 153e | 198e | 100e | nc   |
|                                       |      |      |      |      |       |      |       |      |      |      |      |      |      |
| Légende : nc = non classéSource : UCI |      |      |      |      |       |      |       |      |      |      |      |      |      |